# Darymna pleuralis
Darymna pleuralis là một loài tò vò trong họ Ichneumonidae.